# Dorotea de Montau
Santa Dorotea de Montau (Dorothea von Montau; Dorota z Mątowów; 6 de febrero de 1347 - 25 de junio de 1394) fue una eremita y visionaria alemana del siglo XIV. Después de siglos de veneración en Europa Central, fue canonizada en 1976.

## Biografía
Dorotea nació en Groß Montau, Prusia (Mątowy Wielkie) al oeste de Malbork en el seno de la familia de un granjero rico de Holanda, Willem Swarte (Schwartze). Se casó a los 16 o 17 años con el caballero Adalbrecht de Danzig (Gdańsk), un hombre enfermo entrado en los 40 años. Casi inmediatamente de su matrimonio, empezó a experimentar visiones. Su marido tuvo poca paciencia y abusó de ella sexualmente ante sus negativas. Poco después, ambos hicieron peregrinaciones a Colonia, Aquisgrán y Einsiedeln. También Dorotea, bajo el permiso de su marido, peregrinó a Roma. Él moriría en 1389 o 1390. De sus nueve hijos murieron ocho, cuatro en la infancia durante la plaga de 1383. Sobrevivió una niña, Gertrud, que se hizo monja benedictina. 
En el verano de 1391 Dorotea se trasladó a Marienwerder (Kwidzyn), y el 2 de mayo de 1393, con el permiso del convento y de la Orden Teutónica, estableció una celda hermética contra la pared de la catedral. A partir de ese momento, nunca dejó la celda. Durante el tiempo que estuvo allí, llevó una vida austera. Numerosos visitantes acudían a pedir ayuda y ella sufrió visiones y revelaciones. Su confesor, el diácono Johannes de Marienwerder anotó sus revelaciones y compuso una biografía en latín en siete volúmenes llamado Septililium. Fue traducido al alemán en cuatro volúmenes por Jakob Karweyse. Dorotea murió en Marienwerder en 1394.

## Veneración
Dorotea fue venerada popularmentre desde el momento de su muerte como guardiana de la Orden Teutónica y santa patrona de Prussia. El proceso formal de canonización, de todas maneras, se rompió en 1404 y no se retomó hasta 1955. La canonización se confirmó en 1976.
La festividad de Dorotea se celebra el 25 de junio. Sus reliquias fueron perdidas durante la reforma protestante. Su vida, vista desde el punto de vista de su airado marido, es uno de los temas de la novela Der Butt (1979) de Günter Grass.